# Theodor Piffl-Perčević

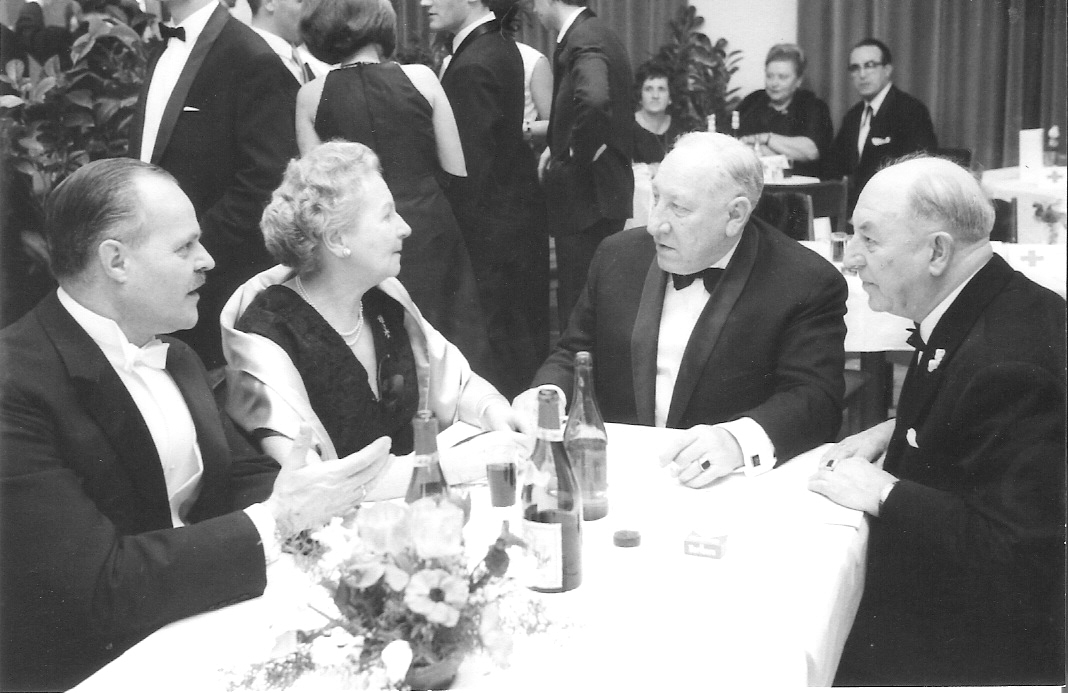
V. l. n. r.: Piffl-Perčević, Katalin Bregant, Josef Krainer und Begleiter, um 1965

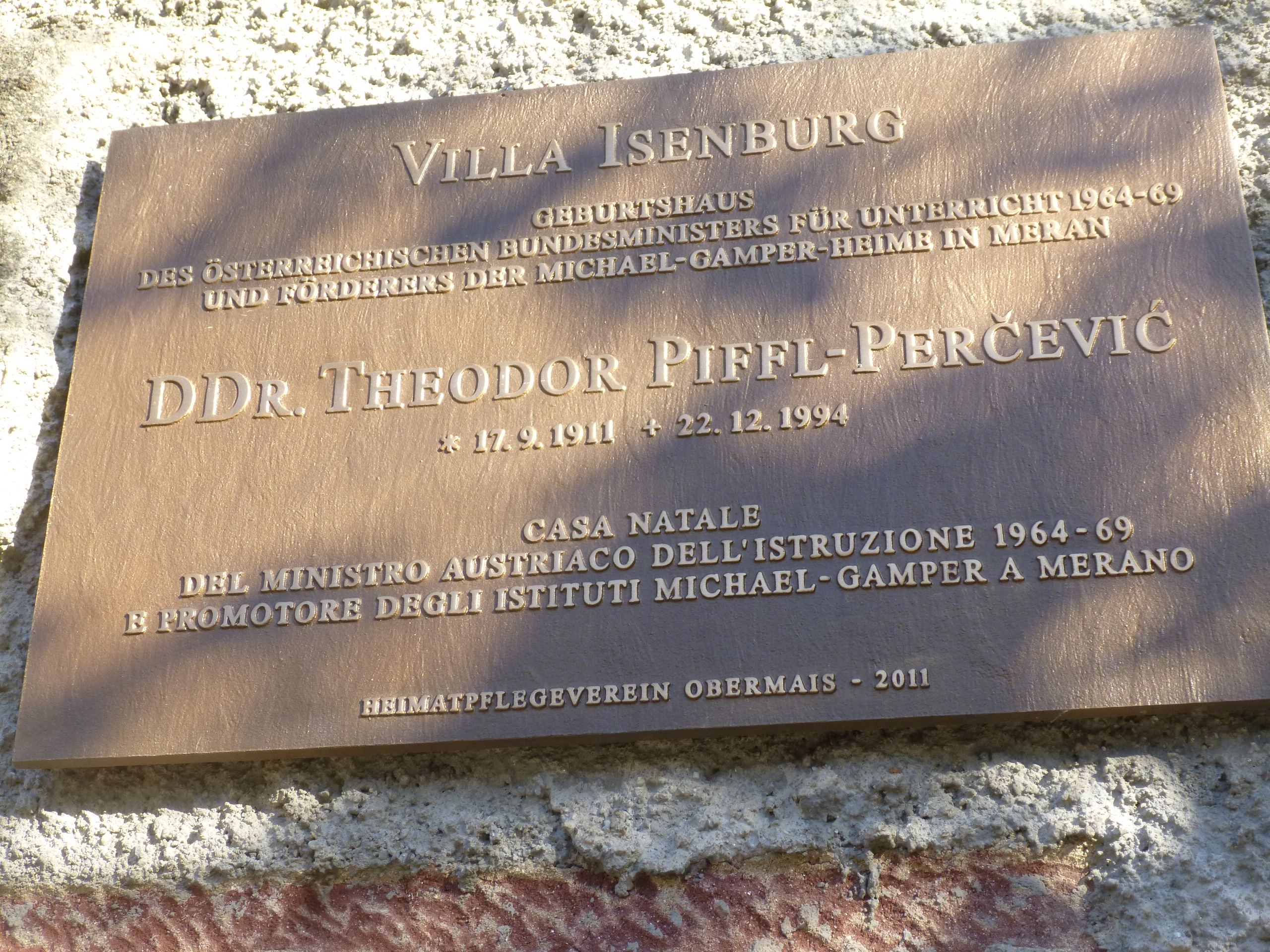
Gedenktafel an der Villa Isenburg in Meran

Theodor Piffl-Perčević (* 17. September 1911 in Meran, Österreich-Ungarn; † 22. Dezember 1994 in Graz) war ein österreichischer Jurist und Politiker (ÖVP).

## Leben
Seine Familie ist mit dem Wiener Erzbischof 1913–1932, Kardinal Friedrich Gustav Piffl, verwandt.
Theodor Piffl-Perčević besuchte das Kollegium Kalksburg, anschließend studierte er Rechtswissenschaft und Geschichte an der Universität Graz (Promotion 1937). Während der Zeit des Nationalsozialismus wurde er 1939 in Wien von der Gestapo verhaftet, da er die Außenpolitik des NS-Regimes, insbesondere die Option in Südtirol, öffentlich als „Menschenhandel“ kritisiert hatte. Nach neunmonatiger Haft wurde er zum Kriegsdienst einberufen, den er bis 1945 in einem Strafbataillon zubrachte.
Ab 1945 war er für die Kammer für Land- und Forstwirtschaft der Steiermark mit Sitz in Graz tätig, 1950 wurde er Kammeramtsdirektor-Stellvertreter.
Von 1960 bis 1969 war er Abgeordneter zum Nationalrat. Vom 2. April 1964 bis 2. Juni 1969 war er außerdem Unterrichtsminister, bis 1966 in der großkoalitionären Bundesregierung Klaus I und dann in der monocoloren Bundesregierung Klaus II. Als Unterrichtsminister trat er zurück, da er das 13. Schuljahr an höheren Schulen nicht durchsetzen konnte. In seine Amtszeit als Minister fiel die Affäre um den nationalsozialistischen Historiker Taras Borodajkewycz, gegen dessen Zwangspensionierung (bei vollen Bezügen) er lange Widerstand leistete.
Piffl-Percevic war nach seinem Ausscheiden aus der Politik bis 1989 Präsident der Stiftung Pro Oriente.
Sein Sohn Peter Piffl-Perčević (* 1949) folgte ihm ebenfalls in die Politik und ist seit November 2000 ÖVP-Gemeinderat in Graz. Peter Piffl-Perčević ist auch Vorsitzender der Grazer Pro-Oriente-Sektion.

## Konflikt mit Thomas Bernhard
Am 4. März 1968 erhielt  Thomas Bernhard den ihm ohne sein Zutun (sein Bruder hatte, wie er schrieb, seinen Roman Frost am letzten Tag der Einreichfrist nominiert) verliehenen Förderungspreis (von Bernhard als Kleiner Staatspreis bezeichnet) im Rahmen des Staatspreises für Literatur 1967 (diesen erhielt 1967 Elias Canetti). Er hielt sich längst nicht mehr für einen der jungen Nachwuchsliteraten, die diesen Preis seinen Angaben zufolge sonst erhalten haben, nahm ihn aber, wie er später schrieb, entgegen, da sein Großvater den gleichen Preis dreißig Jahre vorher, 1937, erhalten hatte.
In seiner Ansprache sagte Bernhard in Anwesenheit von Piffl-Perčević unter anderem: Der Staat ist ein Gebilde, das fortwährend zum Scheitern, das Volk ein solches, das ununterbrochen zur Infamie und zur Geistesschwäche verurteilt ist. Der Minister interpretierte dies als „Beleidigung Österreichs“ und verließ die Veranstaltung in großer Erregung. Die wenig später in Anwesenheit des Ministers vorgesehene Verleihung des Anton-Wildgans-Preises der Industriellenvereinigung an den Dichter wurde daraufhin abgesagt, Bernhard der Preis formlos zugestellt bzw. überwiesen. Thomas Bernhard verarbeitete dieses Ereignis in der Erzählung Wittgensteins Neffe und im 5. Kapitel von Meine Preise.

## Auszeichnungen (Auszug)
- Ehrensenator der Universität Salzburg (1976)
- Ehrendoktor der Universität Klagenfurt (1977)
- Ehrenring des Landes Steiermark

## Belege
1. ↑  Erhard Busek: Lebensbilder, Kremayr & Scheriau, Wien 2014, ISBN 978-3-218-00931-7, S. 94
2. ↑  Claus Gatterer: Im Kampf gegen Rom: Bürger, Minderheiten und Autonomien in Italien. Europa Verlag, Wien u. a. 1968 978-3-203-50056-0 S. 604
3. ↑  Eduard Widmoser: Südtirol-Brevier von A-Z. Südtirol-Verlag, Innsbruck 1966 S. 64
4. ↑  https://www.pro-oriente.at/news/piffl-percevic-armenien-braucht-unsere-solidaritaet-2
5. 1 2  Thomas Bernhard: Meine Preise. Mit einer editorischen Notiz von Raimund Fellinger. Suhrkamp, Frankfurt am Main 2009, ISBN 3-518-42055-0, S. 66 f. und S. 121 f.